# Noyers (Yonne)
Noyers település Franciaországban, Yonne megyében. Lakosainak száma 590 fő (2022. január 1.). Noyers Grimault, Annay-sur-Serein, Censy, Fresnes, Jouancy, Moulins-en-Tonnerrois, Nitry, Sainte-Vertu és Sambourg községekkel határos.

## Népesség
A település népességének változása:
| Lakosok száma | 652  | 606  | 603  | 580  | 584  | 589  | 593  | 588  | 590  |
|               | 2013 | 2015 | 2016 | 2017 | 2018 | 2019 | 2020 | 2021 | 2022 |